# Lucky Star (1929)
Lucky Star is een Amerikaanse dramafilm uit 1929 onder regie van Frank Borzage. Destijds werd de film in Nederland uitgebracht onder de titel Gelukskinderen.

## Verhaal
Het boerenmeisje Mary Tucker leert Timothy Osborn kennen op het ogenblik dat de Verenigde Staten gaan deelnemen aan de Eerste Wereldoorlog. Timothy vertrekt naar het front in Europa en raakt daar verlamd aan zijn benen. Terug thuis worden Mary en Timothy verliefd op elkaar, maar vanwege zijn handicap verzwijgt Timothy zijn gevoelens voor haar. Dan laat de brute oud-sergeant van Timothy zijn oog vallen op Mary.

## Rolverdeling
| Acteur          | Personage             |
| --------------- | --------------------- |
| Janet Gaynor    | Mary Tucker           |
| Charles Farrell | Timothy Osborn        |
| Guinn Williams  | Sergeant Martin Wrenn |
| Paul Fix        | Joe                   |
| Hedwiga Reicher | Mevrouw Tucker        |
| Gloria Grey     | Mary Smith            |
| Hector V. Sarno | Pa Fry                |